# 美しい日本をつくる会
美しい日本をつくる会（うつくしいにほんをつくるかい）とは、日本の政治運動を行う団体。
2007年2月18日発会。発会式は「日本文化チャンネル桜」でも放送された。
「設立趣意書」（2006年8月）では男女共同参画社会基本法を共産主義的フェミニズムに根ざしたものと位置づけ、社会や学校を混乱させ、個人の人格や家庭を破壊するとして、廃棄を目指した署名活動をおこなっていた。
日本共産党の機関誌「しんぶん赤旗」は、安倍「教育再生」の応援団体と位置づけ、「男女共同参画社会基本法」の廃棄を目指す運動は、男女平等の敵視に当たると批判している。
同じく共産党系の全国商工団体連合会が発行する「全国商工新聞」は、会は日本会議が発足させた団体であると主張した。日本会議側はこの団体について何も言及していないが、似た名前の「美しい日本の憲法をつくる国民の会」との協力関係は見られる。
石川康宏は、「靖国派による男女共同参画社会の敵視」として国会議員グループ「新憲法制定促進委員会準備会」が2007年に発表した「新憲法大綱案」を挙げ、また「「美しい日本をつくる会」が、二〇〇七年に設立されたことも重大です。」と述べている。

## 役員
代表
伊藤玲子 - 元鎌倉市議会議員
桜井裕子 - ジャーナリスト
理事
伊藤哲夫 - 日本政策センター所長、日本会議常任理事
小林幸子 - 二宮報徳会会長
小林正 - 元参議院議員
田下昌明 - 豊岡中央病院理事長、小児科医、「日本教育再生機構」発起人
中山尚夫 - 元桑名市立市民病院副院長、産婦人科医